# Rijksbeschermd gezicht 's-Gravenhage - Haagse Bos
Gezicht 's-Gravenhage - Haagse Bos is een van rijkswege beschermd stadsgezicht in de wijk en bos Haagse Bos in Den Haag in de Nederlandse provincie Zuid-Holland. De procedure voor aanwijzing werd gestart op 29 februari 2000. Het gebied werd op 22 mei 2003 definitief aangewezen. Het beschermd gezicht beslaat een oppervlakte van 113,7 hectare.
Panden die binnen een beschermd gezicht vallen krijgen niet automatisch de status van beschermd monument. Wel zal de gemeente het bestemmingsplan aanpassen om nieuwe ontwikkelingen in het gebied te reguleren. De gezichtsbescherming richt zich op de stedenbouwkundige en cultuurhistorische waardering van een gebied en wil het toekomstig functioneren daarvan veiligstellen.